# يعيش الشر
يعيش الشر (بالكورية: 악인전기)؛ هو مسلسل تلفزيوني كوري جنوبي، بطولة شين ها-كيون، كيم كيونغ كوانغ، شين جاي-ها. عرض على قناة ENA في 14 اكتوبر الى 13 نوفمبر 2023. تم بثه كل ايام الاحد والاثنين الساعة 22:30 (KST).

## القصة
هان دونج سو (شين ها كيون) محامي مرتزق. يختار بشكل عشوائي سجينًا لزيارته ويعمل على قضيته. عادة ما يكون عقلانيًا ومعقولًا ، لكن في أعماق عقله يوجد جانب مظلم. شيء ما يدفعه لعبور الخط والدخول إلى عالم الشر. أخوه الأصغر غير الشقيق هو هان بوم جاي (شين جاي-ها). يعمل بيوم جاي في متجر لأجهزة الكمبيوتر المستعملة ويعمل أيضًا كوسيط لدوج-سو، حيث يجلب له عملاء. في أحد الأيام، يلاحظ بيوم جاي أن دونغ-سو قد تغير منذ أن قدم له قضية.
تتعلق هذه القضية بـ سيو دو-يونغ (كيم يونغ-كوانغ) الذي يحتل المرتبة الثانية كعضو في منظمة إجرامية. إنه لاعب بيسبول سابق ولا يبدو وكأنه رجل عصابات عادي. وراء مظهره الوسيم، يخفي جنونًا قاسيًا لا يمكن التنبؤ به.

## طاقم
- شين ها كيون في دور هان دونغ سو[2]

محامٍ مرتزق يتولى القضايا من خلال زيارة السجناء بشكل عشوائي.
- كيم كيونغ كوانغ في دور سيو دو يونغ[2]

لاعب بيسبول سابق والرجل الثاني في قيادة منظمة إجرامية.
- شين جاي-ها في دور هان بيوم جاي[4]

الأخ لغير الشقيق لـ دونغ سيز الذي يعمل في متجر لأجهزة الكمبيوتر المستعملة.

### داعم
- تشوي بيونغ-مو بدور مون هاي جون: محامي في شركة ميونغ للمحاماة ذو شخصية متعجرفة.[5]
- جو دال هوان في دور سيون جيو: صديق دونغ-سو وهو مدير مكتب شركة ميونغ للمحاماة.[6]
- باي نا-را في دور كون اوه-جاي: التابع المخلص لـ سيو دو-يونغ.[7]
- هوانغ جا-نيونغ فيزدور أوه سون كيونغ: أصغر محقق في قسم جرائم العنف.[8]
- لي كانغ-جي في دور لي سيوج، صديق هان بيوم-جاي، يتمتع بسلوك خشن وشجاع.[9]
- سونغ يونغ تشانغ[1]
- تشوي جونغ إن[1]
- جيل هيي-يون جيل هاي يون[1]

## المشاهدات
| الموسم | الموسم | رقم الحلقة | رقم الحلقة | رقم الحلقة | رقم الحلقة | رقم الحلقة | رقم الحلقة | رقم الحلقة | رقم الحلقة | رقم الحلقة | رقم الحلقة | المتوسط     |
| الموسم | الموسم | 1          | 2          | 3          | 4          | 5          | 6          | 7          | 8          | 9          | 10         | المتوسط     |
| ------ | ------ | ---------- | ---------- | ---------- | ---------- | ---------- | ---------- | ---------- | ---------- | ---------- | ---------- | ----------- |
|        | 1      | غ/م        | غ/م        | غ/م        | 370        | غ/م        | 237        | غ/م        | 273        | غ/م        | 316        | ستُعلن لاحقًا |

| الحلقات | تاريخ البث     | تقييمات "نيلسن كوريا" | تقييمات "نيلسن كوريا" |
| الحلقات | تاريخ البث     | على الصعيد الوطني     | سيئول                 |
| ------- | -------------- | --------------------- | --------------------- |
| 1       | 14 أكتوبر 2023 | 0.284%                | N/A                   |
| 2       | 15 أكتوبر 2023 | 0.946%                | 1.226%                |
| 3       | 22 أكتوبر 2023 | 0.859%                | —                     |
| 4       | 23 أكتوبر 2023 | 1.661%                | 1.884%                |
| 5       | 29 أكتوبر 2023 | 0.95%                 | —                     |
| 6       | 30 اكتوبر 2023 | 1.270%                | 1.311%                |
| 7       | 5 نوفمبر 2023  | 0.964%                | —                     |
| 8       | 6 نوفمبر 2023  | 1.380%                | 1.406%                |
| 9       | 12 نوفمبر 2023 | 0.712%                | —                     |
| 10      | 13 نوفمبر 2023 | 1.410%                | 1.505%                |
| متوسط   | متوسط          | 1.044%                | _                     |

## الإنتاج
المسلسل من اخراج كيم جونغ مين المعروف بأعماله مسلسلات الفتيان السيئين (2014)، الهوية المجهولة (2015)، سكواد 38 (2018). من تخطيط قسم كي تي استوديو ويتولى انتاجه فريق مونستر فيلم. يصنف المسلسل كأول مشروع لي ENA لايام السبت والأحد.

### العرض
في 18 أكتوبر 2023 ، اعلنت ENA عن تغيير موعد العرض لايام الأحد والاثنين، بعد ان كان يعرض ايام السبت والاحد.

## روابط خارجية
- الموقع الرسمي
 (بالكورية)
- يعيش الشر على موقع IMDb (الإنجليزية)
- يعيش الشر على موقع قاعدة بيانات الفيلم (الإنجليزية)
- يعيش الشر على هانسينما